# Argentinas Grand Prix 1954
Argentinas Grand Prix 1954 var det första av nio lopp ingående i formel 1-VM 1954.  

## Resultat
1. Juan Manuel Fangio, Maserati, 8 poäng
2. Nino Farina, Ferrari, 6
3. José Froilán González, Ferrari, 4+1
4. Maurice Trintignant, Ecurie Rosier (Ferrari), 3
5. Élie Bayol, Gordini, 2
6. Harry Schell, Harry Schell (Maserati)
7. Prince Bira, Maserati
8. Emmanuel de Graffenried, Emmanuel de Graffenried (Maserati)
9. Umberto Maglioli, Ferrari

### Förare som bröt loppet
- Onofre Marimón, Maserati (varv 48, motor)
- Roberto Mières, Roberto Mières (Maserati) (37, oljeläcka)
- Roger Loyer, Gordini (19, oljetryck)
- Jorge Daponte, Jorge Daponte (Maserati) (19, växellåda)
- Louis Rosier, Ecurie Rosier (Ferrari) (1, olycka)

### Förare som diskvalificerades
- Jean Behra, Gordini (varv 61, knuffades igång efter snurrning)
- Mike Hawthorn, Ferrari (52, knuffades igång efter snurrning)

### Förare som ej startade
- Luigi Musso, Maserati (motor)
- Carlos Menditéguy, Onofre Marimón[1] (Maserati) (motor)